# ユーカラ (交響組曲)
交響的組曲『ユーカラ』は、日本の作曲家、早坂文雄が作曲した交響組曲。
早坂が晩年に志向していた「汎東洋主義」に基づくとされるが、当時日本に紹介されたばかりだったオリヴィエ・メシアンの「移調の限られた旋法」（特に第4旋法）、「添加価値」、「不可逆リズム」、「鳥の歌」を独自に解釈して用いていることが今日では明らかにされている。このため、本作は無調に近づくとともに、複雑なリズムで書かれている（ただし、早坂は西洋合理主義的な十二音技法は否定している）。

## 作曲の経緯
東京交響楽団の委嘱により、1954年6月から1955年5月8日にかけて作曲された。作曲者は当時結核に侵されて病床にあり、1955年10月15日に死去したため、この作品が大規模なものとしては事実上最後の作品となった。
なお、早坂文雄は、1937年(昭和12年)10月に、金田一京助の日本語訳による『ユーカラ』に触発されて、単一楽章形式の小管弦楽曲《ユーカラ》を作曲しているが、この作品は1955年の《ユーカラ》とは別個の作品である。

## 作曲者のコメント
この作品について、作曲者自身は、以下のような主旨のコメントを残している。
- 「昭和11年に、金田一京助の訳による、アイヌの叙事詩『ユーカラ』を読んでいらい、これを題材にしたものを書く構想を持っていた...」
- 「まずあらゆる部分を出来るだけ単純明快に書き、簡潔を極めたい...」
- 「...リズムの非合理性について考えること。これは新しい空間秩序を構成しようということであり、従って〈時間〉の観念を従来のものとは異なった次元でとらえようとすることである」
- 「原詩は叙事であるが、音楽は描写的な叙事をせず、これを直観的に抽象化し、形而上の世界のものとすること...」
- 「管弦楽法は、従来の西洋の伝統である肉付を主とした常識的な手法を避け、〈線〉と〈点〉を主とした東洋的感覚によった手法を意図した...」

## 初演
1955年6月9日、日比谷公会堂で行なわれた東京交響楽団定期演奏会で、上田仁指揮により初演。

## 編成
ピッコロ1、フルート2、オーボエ2、イングリッシュ・ホルン1、B♭管クラリネット2、バスクラリネット1、ファゴット2、ホルン4、トランペット3、トロンボーン2、バス・トロンボーン1、チューバ、ティンパニ、小太鼓、小太鼓（弦なし）、ウッドブロック、トライアングル、シンバル、大太鼓、ヴィブラフォン、シロフォン、弦楽五部。

## 作品の概要
6曲からなる組曲である。各曲に副題がつけられている。

### 第1曲 プロローグ
クラリネットの独奏による58小節の序奏。

### 第2曲 ハンロッカ
アレグレット。「砂むぐり燕の神ハンロッカ」を主題とする。冒頭のホルンの旋律と、それに続くファゴットの旋律が、この曲を構成する基本主題であり、様々に変奏・展開されてゆく。複調を用いて書かれている箇所がみられる。

### 第3曲 サンタトリパイナ
アンダンテ・ドレンテメンテ。「月中の童子説話・サンタトリパイナ」を主題とする。コントラバスを除いた弦楽合奏のみによる音楽。はっきりとした主題は存在せず、息の長い旋律が続いてゆく。

### 第4曲 ハンチキキー
アレグロ・ヴィヴァーチェ。「雀神酒宴の説話・ハンチキキー」を主題とする。打楽器群が打ち出す土俗的な日本風リズムが、オスティナートとして用いられる。木管楽器によるリズミカルな旋律が、変拍子となって盛り上がると、オーボエに素朴な旋律が現れる。再び盛り上がって頂点を築いた後、素朴な旋律が受け渡されながら静かに曲を閉じる。

### 第5曲 ノーペー
モデラート。「ピポクの嶽の女神嫉妬の説話」を主題とする。全体は緩―急―緩の3部分からなる。第2曲の二つの旋律が現れ、展開されてゆくと、わずか12小節の急速な部分を経て、再び緩やかな部分となり、弦楽器に新しい旋律が提示される。

### 第6曲 ケネペツイツイ
アレグロ・アッサイ・コン・ブリオ・フェローチェ。「荒熊を懲らしめる話」を主題とする。1小節以上の長い音価をもつ和音、音価の短いリズミカルな動き、旋律的要素を持つ音形、という三つの要素で構成されている。弦楽器と木管楽器の和音が鳴り響き、トロンボーンなどの低音楽器がリズミカルに動く。旋律がユニゾンで奏され、このプロセスが3度繰り返される。リズム音形と旋律断片が展開されて盛り上がると、アンダンテ・モデラートの静かなコーダとなって曲を閉じる。